# 库如奇乡
库如奇乡，是中华人民共和国内蒙古自治区呼伦贝尔市莫力达瓦达斡尔族自治旗下辖的一个乡镇级行政单位。

## 行政区划
库如奇乡下辖以下地区：
库如奇村、巴音布拉尔村、伊威达瓦村、库如奇河村、新肯布拉尔村、巴格达瓦村、黑山村、呼兰韶热村和双桥村。